# Albrecht Elof Ihre

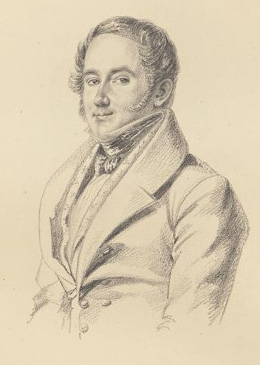
Albrecht Elof Ihre.

Baron Albrecht Elof Ihre (Slot Ekebyhovs, 6 oktober 1797 - 9 augustus 1877) was een Zweeds diplomaat en politicus. Ihre was Zweeds-Noors minister van buitenlandse zaken van 1840 tot 1848.
In 1823 werd Ihre aangenomen op het Zweeds ministerie van buitenlandse zaken, waar hij vanaf 1824 diende als secretaris van de Zweedse legatie in Constantinopel, en vanaf 1827 chargé d'affaires. In 1831 werd hij benoemd tot staatssecretaris van buitenlandse zaken. In 1840 werd Ihre minister van ecclesiastiekminister en waarnemend minister van buitenlandse zaken tot 1842. In dat jaar naam hij zelf de functie over.
Ihre, die kleinzoon was van filoloog Johan Ihre, werd in 1843 de titel baron toegekend, en in 1846 ridderschap in de Orde van de Serafijnen. In 1848, het jaar na de dood van Carl Gustaf von Brinkman, werd Ihre verkozen tot lid van de Zweedse Academie (zetel 3). Voordien had hij echter reeds tweemaal voor lidmaatschap bedankt, en hij nam dan ook nooit effectief plaats; in 1859 trok hij zich terug uit de Zweedse Academie.